# Mostowa
Mostowa (niem. Brückenberg, 715 m n.p.m.) – szczyt w Karkonoszach, w obrębie Śląskiego Grzbietu.
Położony we wschodniej części Śląskiego Grzbietu, w jego dolnej partii, w bocznym grzbiecie odchodzącego od Smogorni ku północy i biegnącym przez Ptasiak, nad Przesieką. Znajduje się pomiędzy dolinami Podgórnej i Myi.
Zbudowany z granitu karkonoskiego.
Na północ od szczytu biegnie tzw. Droga Sudecka z Podgórzyna na Przełęcz Karkonoską.